# Oxyopes concoloratus
Oxyopes concoloratus là một loài nhện trong họ Oxyopidae.
Loài này thuộc chi Oxyopes. Oxyopes concoloratus được Carl Friedrich Roewer miêu tả năm 1951.